# 최영호 (조선)
최영호(崔永灝),1457년 世祖3~1481년 成宗12 10月)는 서울 서소문안에서 영의정(領議政)을 지낸 영성부원군(寧城府院君) 문충공(文忠公) 최항(崔恒)의 차자(次子)이다. 자(字)는 처인(處仁)이다. 본관(本貫)은 삭녕(朔寧)이다.

## 개요
(1457년 世祖3~1481년 成宗12 10月) 자(字)는 처인(處仁) 1457년(世祖3 天順 1 丁丑)년에 서울 서소문안에서 영의정(領議政)을 지낸 문충공(文忠公) 최항(崔恒)의 차자(次子)로 출생(出生). 총명 절륜하여 장사랑(將仕郞) 예문관(藝文館) 한림(翰林)을 지내고 1477년(성종 8 成化13 丁酉)년 21세 때 식년시(式年試) 춘당대시(春塘臺試) 문과(文科)에 병과1위(丙科一位) 第11位로 소년급제(少年及第)하였다. 특명(特命)으로 사제감정(司宰監正)에 제수되고 이어서 사도시정(司導寺正)을 거쳐 사옹원정(司饔院正)에 전임되었다. 경차관(敬差官:判事 왕명으로 지방에 파견하는 특수직책으로 전곡(田穀)의 손실을 조사하고 민정을 살피는 임무)으로 경상남도(慶尙南道) 고성(固城) 임지(任地)에서 급병을 얻어 1481년(成宗12) 10월에 25세의 젊은 나이에 졸(卒) 하자, 성종대왕과 대신들까지 조야(朝野)에서 그의 문재(文才)를 애석(哀惜)해 하였으며 후에 퇴계 이황(退溪 李滉) 선생도 "재능문고(才能文高)한 공(公)이 큰 뜻을 펴지 못하여 사람마다 애통(哀痛)"해 하였다고 전(傳)한다.
조정(朝廷)에서는 증 숭정대부 의정부 좌찬성겸 지경연 홍문관예문관대제학 성균관사 판의금부사 세자이사(贈 崇政大夫 議政府 左贊成兼 知經筵 弘文館藝文館大提學 成均館事 判義禁府事 世子貳師)에 증직(贈職) 되었다.
묘(墓)는 경기도 파주시 월롱면 영태리 둔전골에 임좌(壬坐)로 있으며 묘비가 있다.

## 생애(生涯)
(1457년 世祖3~1481년 成宗12 10月) 자(字)는 처인(處仁) 1457년(世祖3 天順 1 丁丑)년에 서울 서소문안에서 영의정(領議政)을 지낸 문충공(文忠公) 최항(崔恒)의 차자(次子)로 출생(出生). 총명 절륜하여 장사랑(將仕郞) 예문관(藝文館) 한림(翰林)을 지내고 1477년(성종 8 成化13 丁酉)년 21세 때 식년시(式年試) 춘당대시(春塘臺試) 문과(文科)에 병과1위(丙科一位) 第11位로 소년급제(少年及第)하였다. 특명(特命)으로 사제감정(司宰監正)에 제수되고 이어서 사도시정(司導寺正)을 거쳐 사옹원정(司饔院正)에 전임되었다. 경차관(敬差官:判事 왕명으로 지방에 파견하는 특수직책으로 전곡(田穀)의 손실을 조사하고 민정을 살피는 임무)으로 경상남도(慶尙南道) 고성(固城) 임지(任地)에서 급병을 얻어 1481년(成宗12) 10월에 25세의 젊은 나이에 졸(卒) 하자, 성종대왕과 대신들까지 조야(朝野)에서 그의 문재(文才)를 애석(哀惜)해 하였으며 후에 퇴계 이황(退溪 李滉) 선생도 "재능문고(才能文高)한 공(公)이 큰 뜻을 펴지 못하여 사람마다 애통(哀痛)"해 하였다고 전(傳)한다.
조정(朝廷)에서는 증 숭정대부 의정부 좌찬성겸 지경연 홍문관예문관대제학 성균관사 판의금부사 세자이사(贈 崇政大夫 議政府 左贊成兼 知經筵 弘文館藝文館大提學 成均館事 判義禁府事 世子貳師)에 증직(贈職) 되었다.

## 수상경력 상훈(受賞經歷 賞勳)
증 숭정대부 의정부 좌찬성겸 지경연 홍문관예문관대제학 성균관사 판의금부사 세자이사(贈 崇政大夫 議政府 左贊成兼 知經筵 弘文館藝文館大提學 成均館事 判義禁府事 世子貳師)

## 가족관계(家族關係) 가계(家系)
- 高祖父 : 증 병조판서(증병조판서) - 최충(崔忠)
- 高祖母 : ?
- 曾祖父 : 증 의정부(議政府) 우찬성 (贈 右贊成) - 최윤문(崔潤文)
- 曾祖母 : 증 정경부인 (贈 貞敬夫人) 咸從魚氏 부(父) 어연(魚淵) 女, 조부(祖父) 삼사좌윤(三司左尹) 어백유(魚伯遊)
- 祖父 : 증 영의정(贈 領議政) - 최사유(崔士柔)
- 祖母 : 증 정경부인 (贈 貞敬夫人) 海州吳氏 父 판종부시사(判宗簿寺事) 오혁충(吳奕忠) 女
- 父 : 영성부원군(寧城府院君) 영의정(領議政) 문충공(文忠公) - 최항(崔恒)
- 母 : 정경부인 (貞敬夫人) 達城徐氏 父 달천부원군(達川府院君) 미성(彌性) 外祖 文忠公 陽村 권근(權近)
- 配 : 증 정경부인(贈 貞敬夫人) - 경주정씨(慶州鄭氏) 부(父) 계림군(鷄林君) 정효상(鄭孝常) 女
  - 長子 : 이조판서(吏曹判書) - 최수언(崔秀彦) 자(字) 온(溫), - 판서공파 파조(判書公派 派祖)
  - 配 : 정부인(貞夫人) 청송심씨(靑松沈氏) 부(父) 심빈((沈賓) 女(生 1女, 서(婿) 허정(許淨) 陽川人)
  - 配 : 정부인(貞夫人) 안동권씨(安東權氏) 生 1男 : 최경립(崔卿立)
    - 孫 : 증 통정대부 형조참의(贈 通政大夫 刑曹參議) - 최경립(崔卿立)
    - 配 : 증 숙부인(贈 淑夫人) 김해김씨(金海金氏) 부(父) 판서(判書) 김묵(金黙) 女
      - 曾孫 : 증 이조판서(贈 吏曹判書) 선무원종공신(宣武原從功臣) 충절공(忠節公) - 최응룡(崔應龍)
      - 配 : 증 정부인(贈 貞夫人) 경주이씨(慶州李氏)
        - 玄孫 : 승정원 증 도승지(承政院 贈 都承旨) 선무원종공신(宣武原從功臣) 무열공(武烈公) - 최영수(崔永水)
        - 配 : 증 숙부인(贈 淑夫人) 청송심씨(靑松沈氏) 부(父) 심철(沈哲) 女

  - 次子 : 영천부원군(寧川府院君) 증 영의정(贈 領議政) - 최수진(崔秀珍)
  - 配 : 경부인(貞敬夫人) 창령성씨(昌寧成氏) 판서(判書) 허백당 성현(虛白堂 成俔)의 3女, 無後
  - 配 : 정경부인(貞敬夫人) 전의이씨(全義李氏)는 이세신(李世臣) 女, 1男 1女
    - 孫 : 영평부원군(寧平府院君) 영의정(領議政) 청백리(淸白吏) 충정공(忠貞公) - 최흥원(崔興源)
    - 配 : 정경부인(貞敬夫人) 안동권씨(安東權氏) 부(父) 이참(吏參) 권응창(權應昌) 女
      -         - 玄孫 : 영안군(寧安君) 호조참판(戶曹參判) - 최산립(崔山立)
        - 配 : 증 정경부인(증 貞敬夫人) 청주한씨(淸州韓氏) 부(父) 제용정(濟用正) 한진(韓璡) 女
        - 玄孫 : 증 가선대부(贈 嘉善大夫) 한성부좌윤(漢城府左尹)  최순립(崔順立)
        - 配 : 증 정부인(贈 貞夫人) 문화유씨(文化柳氏) 부(父) 현감(縣監) 유대춘(柳帶春) 女